# Jaume de Cervera (senyor de Gebut)
Jaume de Cervera (?, 1276) fou un noble del llinatge dels Cervera de la subbranca de Gebut i Algerri.

## Orígens familiars
Fill de Ramon de Cervera, senyor de Gebut.

## Matrimoni i descendents
- 1. ∞ ?. Filla:

1. Adolça de Cervera, casada amb Pere I d'Ayerbe, fill bord de Jaume I d'Aragó.

## Possessions territorials
Senyor de Gebut i Meià.

## Biografia
Participà en la conquesta de Mallorca i posteriorment fou tutor del comte Àlvar d'Urgell. L'any 1260 fou un dels cabdill de la Quarta revolta nobiliària contra Jaume I d'Aragó. Morí vers el 1276 sense deixar cap hereu mascle; la seva filla, Aldonça de Cervera, es casà amb Pere d'Ayerbe, fill bord de Jaume I d'Aragó i baró d'Ayerbe.